# Луїс Орта
Луїс Альберто Орта Санчес (ісп. Luis Alberto Orta Sanchez; нар. 22 серпня 1994) — кубинський борець греко-римського стилю, чемпіон світу, триразовий Панамериканський чемпіон, Центральноамериканський і Карибський чемпіон, чемпіон та бронзовий призер Панамериканських ігор, чемпіон Центральноамериканських і Карибських ігор, чемпіон та бронзовий призер Олімпійських ігор.

## Життєпис
Боротьбою почав займатися з 2002 року в Арройо Наранхо. До цього займався бейсболом.
Виступає за борцівський клуб «Cerro Pelado» Гавана. Тренер — Рауль Трухільйо (з 2015).
У 2018 році він був визнаний Кубинським інститутом спорту, фізкультури та відпочинку новачком року.

## Спортивні результати на міжнародних змаганнях

### Виступи на Олімпіадах
| Змагання                    | Збірна | Вагова категорія                 | Місце  |
| --------------------------- | ------ | -------------------------------- | ------ |
| Літні Олімпійські ігри 2020 | Куба   | греко-римська боротьба, до 60 кг | Золото |
| Літні Олімпійські ігри 2024 | Куба   | греко-римська боротьба, до 67 кг | Бронза |

### Виступи на Чемпіонатах світу
| Змагання                        | Збірна | Вагова категорія                 | Місце  |
| ------------------------------- | ------ | -------------------------------- | ------ |
| Чемпіонат світу з боротьби 2018 | Куба   | греко-римська боротьба, до 60 кг | 16     |
| Чемпіонат світу з боротьби 2022 | Куба   | греко-римська боротьба, до 63 кг | 7      |
| Чемпіонат світу з боротьби 2023 | Куба   | греко-римська боротьба, до 67 кг | Золото |

### Виступи на Панамериканських чемпіонатах
| Змагання                                   | Збірна | Вагова категорія                 | Місце  |
| ------------------------------------------ | ------ | -------------------------------- | ------ |
| Панамериканський чемпіонат з боротьби 2018 | Куба   | греко-римська боротьба, до 60 кг | Золото |
| Панамериканський чемпіонат з боротьби 2019 | Куба   | греко-римська боротьба, до 60 кг | Золото |
| Панамериканський чемпіонат з боротьби 2020 | Куба   | вільна боротьба, до 65 кг        | 11     |
| Панамериканський чемпіонат з боротьби 2023 | Куба   | греко-римська боротьба, до 67 кг | Золото |

### Виступи на Панамериканських іграх
| Змагання                  | Збірна | Вагова категорія                 | Місце  |
| ------------------------- | ------ | -------------------------------- | ------ |
| Панамериканські ігри 2019 | Куба   | греко-римська боротьба, до 60 кг | Бронза |
| Панамериканські ігри 2023 | Куба   | греко-римська боротьба, до 67 кг | Золото |

### Виступи на Центральноамериканських і Карибських чемпіонатах
| Змагання                                                       | Збірна | Вагова категорія                 | Місце  |
| -------------------------------------------------------------- | ------ | -------------------------------- | ------ |
| Центральноамериканський і Карибський чемпіонат з боротьби 2018 | Куба   | греко-римська боротьба, до 60 кг | Золото |

### Виступи на Центральноамериканських і Карибських іграх
| Змагання                                     | Збірна | Вагова категорія                 | Місце  |
| -------------------------------------------- | ------ | -------------------------------- | ------ |
| Центральноамериканські і Карибські ігри 2018 | Куба   | греко-римська боротьба, до 60 кг | Золото |
| Центральноамериканські і Карибські ігри 2023 | Куба   | греко-римська боротьба, до 67 кг | Золото |

### Виступи на інших змаганнях
| Змагання                                                     | Збірна | Вагова категорія                 | Місце  |
| ------------------------------------------------------------ | ------ | -------------------------------- | ------ |
| Cerro Pelado International 2017                              | Куба   | греко-римська боротьба, до 59 кг | Бронза |
| Cerro Pelado International 2018                              | Куба   | греко-римська боротьба, до 60 кг | Золото |
| Cerro Pelado International 2019                              | Куба   | греко-римська боротьба, до 60 кг | Золото |
| Кубок Гранми і Серро-Пеладо з боротьби 2020                  | Куба   | греко-римська боротьба, до 60 кг | Золото |
| Олімпійський кваліфікаційний турнір з боротьби 2020 (Оттава) | Куба   | греко-римська боротьба, до 60 кг | Золото |
| Гран-прі Франції Анрі Деглана 2023                           | Куба   | греко-римська боротьба, до 67 кг | Золото |
| Відкритий чемпіонат Загреба з боротьби 2023                  | Куба   | греко-римська боротьба, до 67 кг | Бронза |
| Турнір К. У. Кожомкула і Р. Санатбаєва 2023                  | Куба   | греко-римська боротьба, до 67 кг | Бронза |
| Меморіал Імре Поляка та Яноша Варги 2024                     | Куба   | греко-римська боротьба, до 67 кг | Золото |

### Виступи на змаганнях молодших вікових груп
| Змагання                                     | Збірна | Вагова категорія                 | Місце |
| -------------------------------------------- | ------ | -------------------------------- | ----- |
| Чемпіонат світу з боротьби серед молоді 2017 | Куба   | греко-римська боротьба, до 59 кг | 14    |